# Domen Prevc
Domen Prevc (Kranj, 4 de junio de 1999) es un deportista esloveno que compite en salto en esquí. Sus hermanos Peter, Cene y Nika compiten en el mismo deporte.
Ganó tres medallas en el Campeonato Mundial de Esquí Nórdico de 2025, oro en trampolín grande individual y en trampolín grande por equipo y plata en trampolín grande por equipo mixto.
En marzo de 2025 estableció una nueva plusmarca mundial de salto en esquí (254,5 m).

## Palmarés internacional
| Campeonato Mundial | Campeonato Mundial  | Campeonato Mundial | Campeonato Mundial  |
| Año                | Lugar               | Medalla            | Prueba              |
| ------------------ | ------------------- | ------------------ | ------------------- |
| 2025               | Trondheim (Noruega) | Medalla de oro     | TG individual       |
| 2025               | Trondheim (Noruega) | Medalla de oro     | TG por equipo       |
| 2025               | Trondheim (Noruega) | Medalla de plata   | TG por equipo mixto |